# Liste de films sur anthropologie visuelle
Voici une liste chronologique de réalisateurs et de films qui concernent l' anthropologie visuelle:

## Liste de films
- Alfred Cort Haddon – Royaume-Uni
  - Torres Strait Expedition, 1898
- Edward S. Curtis – États-Unis
  - Au pays des chasseurs de têtes, 1916
- Robert J. Flaherty – États-Unis
  - Nanouk l'Esquimau, 1922
  - Moana, 1926
  - L'Homme d'Aran, 1934
  - Tabu, 1936
  - Louisiana Story, 1948

- José Leitão de Barros – Portugal
  - Maria do Mar (en), 1930
  - Ala-Arriba!, 1942
- Jean Epstein – France
  - L'Or des mers[1], 1932
- Jean Rouch – France
  - Les Maîtres fous, 1954
  - Moi, un Noir, 1958
  - Chronique d'un été, 1961
  - Jaguar, 1954 – 1967
  - Petit à petit, 1972
- Lionel Rogosin – États-Unis
  - On the Bowery, 1957
  - Come Back, Africa, 1957

- John Marshall (en) – États-Unis
  - Flammes sur l'Asie (The Hunters), 1958
  - A Kalahari Family, 1951 – 2000

- António Campos (en) – Portugal
  - A Almadraba atuneira (pt), 1961
  - Vilarinho das Furnas (pt), 1971
  - Histórias selvagens (Histoires sauvages), 1978
  - Falamos de Rio de Onor (en) (Nous parlons de Rio de Onor), 1974
  - Gente da Praia da Vieira (pt) (Les gens de Praia da Vieira), 1976
  - Terra fria (pt) (Terre froide), 1992
- Michel Brault – Canada
  - Pour la suite du monde, (Of Whales, the Moon and Men), 1963
  - Les Ordres (Orderers) 1975
  - Les Noces de papier (Noces de papier), 1990
- Pierre Perrault – Canada
  - Pour la suite du monde (Of Whales, the Moon and Men, 1963
- Manoel de Oliveira – Portugal
  - Acto da Primavera (Le Mystère du printemps), 1963
- Robert Gardner (en) – États-Unis
  - Dead Birds, 1965
  - The Nuer, 1970
  - Rivers of Sand (en), 1975
  - Forest of Bliss (en), 1986
- Tim Asch – États-Unis
  - The Feast (en), 1969
  - Yanomamo: A Multidisciplinary Study, 1971
  - Magical Death (en), 1974
  - The Ax Fight (en), 1975
  - A Man Called “Bee”: Studying the Yanomamo (en) 1975
  - A Balinese Trance Seance (en), 1979
- Sarah Elder (films coréalisés par Leonard Kamerling) – Australie
  - Tununeremiut (1972)
  - At the Time of Whaling (1974)
  - On the Spring Ice (1975)
  - From the First People (1977)
  - The Drums of Winter (1988)
  - In Iirgus Time (1988)
  - Joe Sun (1988)
  - Reindeer Thief (1988)

- Ricardo Costa – Portugal
  - Avieiros, 1975
  - Mau tempo, marés e mudança (Mauvais temps), 1976
  - Castro Laboreiro, 1979
  - Pitões, aldeia do Barroso (Pitões, a village du Barroso, 1979
  - O pão e o vinho (Le pain et le vin), 1981
  - Longe é a cidade (Loin est la ville), 1981
  - Ao fundo desta estrada (Au fond de cette route) 1981

- António Reis et Margarida Cordeiro – Portugal
  - Trás-os-Montes, 1976
  - Ana, 1982
- Noémia Delgado – Portugal
  - Máscaras (Masques), 1976
- Bob Connolly (en) et Robin Anderson
  - First Contact, 1983
  - Joe Leahy’s Neighbors (en), 1988
  - Black Harvest (en), 1991

- Dennis O'Rourke (en) – Australie
  - Cannibal Tours (en), 1988
  - Hominid Evolution 1: The Early Stages (2001)
  - Hominid Evolution 2: The Genus Homo (2001)
  - New World Monkeys (2003)

- David MacDougall (en)
  - The Wedding camels, (1974)
  - SchoolScapes (1987)
  - Doon School Chronicles (2000) (réalisés dans La Doon School)[2],[3]
  - Ganddhi’s Children, (2008)

- John Bishop – Australie
  - YoYo Man (1978)
  - New England Fiddles (1983)
  - Last Window (1987)
  - Himalayan Herders (1997)
  - Hosay Trinidad (1999)
  - Oh What A Blow That Phantom Gave Me (2003, with Harald E.L. Prins)
- Jayasinhji Jhala – États-Unis
  - Forgotten Headhunters and Apatani Sacrifice (1978)
  - Tragada Bhavai: A Rural Theater Troupe of Gujarat (1981)
  - Journey with Ganapati (1982)
  - Bharvad Predicament (1987)
  - Morning With Asch (1995)
  - Whose Paintings? (1995)
  - Conversation with a Collector: Dialogue with a Docent (1997)
  - Letter to My Nieces (2000)
  - Close Encounters of No Kind (2002)
  - A Zenana: Scenes and Recollections (2005)
  - ShaktiMa no Veh (2006)
- Pedro Costa – Portugal
  - Casa de Lava, 1994
  - Ossos (Bones, (1997)
  - No Quarto da Vanda (Dans la chambre de Vanda) (2000)
  - Juventude em Marcha (Jeunesse en marche), 2006
- Flora Gomes – Guinée-Bissau
  - Po di sangui, 1996
  - Nha Fala, 2002

- Carlos Serrano Azcona 
  - Quantum Men, (2011)

- Trinh T. Minh-ha
  - Reassemblage (en), (1982)

- Harald E.L. Prins – Pays-Bas
  - Our Lives in Our Hands (1985)

- Fernando Meirelles – Brésil
  - Cidade de Deus, (La Cité de Dieu), 2002

- Daniel E. Thorbecke – Allemagne
  - Terra Longe (pt), 2003 (Terre lointaine)

- Johannes Sjǒberg – Pays-Bas
  - Transfiction, 2007

- Christopher Horner – Australie
  - The Disappearing of Tuvalu: Trouble In Paradise, (2004)
- Randy Olson (en)[4]
  - Flock of Dodos (2006)
  - Oh, What a Blow that Phantom Gave Me! (2003, avec John Bishop)

- Giovanni Princigalli[5],[6] - Italie - Canada
  - Japigia Gagi Roma Stories2003
  - Ho fatto il mio coraggio, 2009
  - Les fleurs à la fenêtre, 2012

- Asen Balikci Bulgarie - Canada